# Chirițești (gmina Suseni)
Chirițești – wieś w Rumunii, w okręgu Ardżesz, w gminie Suseni. W 2011 roku liczyła 78 mieszkańców.